# آيت أوبيال (أسايس)
آيت أوبيال هي إحدى مشيخات المملكة المغربية، تتبع جغرافيا لإقليم تارودانت وإداريًا لأسايس. يقدر عدد سكانها بـ 3437 نسمة حسب الإحصاء الرسمي للسكان والسكنى لسنة 2004.